# Кент (округ, Мічиган)
Шаблон:StateAbbr_ 43°02′ пн. ш. 85°33′ зх. д. / 43.03° пн. ш. 85.55° зх. д.
Округ  Кент (англ. Kent County) — округ (графство) у штаті Мічиган, США. Ідентифікатор округу 26081.

## Історія
Округ утворений 1831 року.

## Демографія
За даними перепису 
2000 року 
загальне населення округу становило 574335 осіб, зокрема міського населення було 488915, а сільського — 85420.
Серед мешканців округу чоловіків було 282618, а жінок — 291717. В окрузі було 212890 домогосподарств, 144123 родин, які мешкали в 224000 будинках.
Середній розмір родини становив 3,2.
Віковий розподіл населення поданий у таблиці:
| Стать    | До 15 років | 15-21 | 22-29 | 30-39 | 40-49 | 50-65 | 65-85 | Понад 85 |
| -------- | ----------- | ----- | ----- | ----- | ----- | ----- | ----- | -------- |
| Чоловіки | 69647       | 31218 | 34124 | 45370 | 43214 | 35057 | 21814 | 2174     |
| Жінки    | 65988       | 30475 | 33440 | 44836 | 43742 | 37599 | 30028 | 5609     |

## Суміжні округи
- Невейго — північ
- Монткам — північний схід
- Айонія — схід
- Беррі — південний схід
- Аллеган — південний захід
- Оттава — захід
- Маскігон — північний захід

## Виноски
1. ↑  U.S. Decennial Census. United States Census Bureau. Архів оригіналу за 26 квітня 2015. Процитовано 26 вересня 2014.
2. ↑  Historical Census Browser. University of Virginia Library. Архів оригіналу за 11 серпня 2012. Процитовано 26 вересня 2014.
3. ↑  Population of Counties by Decennial Census: 1900 to 1990. United States Census Bureau. Архів оригіналу за 15 лютого 2015. Процитовано 26 вересня 2014.
4. ↑  Census 2000 PHC-T-4. Ranking Tables for Counties: 1990 and 2000 (PDF). United States Census Bureau. Архів оригіналу (PDF) за 18 грудня 2014. Процитовано 26 вересня 2014.
5. ↑  State & County QuickFacts. United States Census Bureau. Архів оригіналу за 6 липня 2011. Процитовано 28 серпня 2013.(англ.) Наведено за англійською вікіпедією.
6. ↑  American FactFinder. Бюро перепису населення США. Архів оригіналу за 29 липня 2011. Процитовано 31 січня 2008.

| США | Це незавершена стаття з географії США. Ви можете допомогти проєкту, виправивши або дописавши її. |